# كارين أسريان
كارين أسريان Karen Asrian (24 أبريل 1980 – 9 يونيو 2008)، لاعب شطرنج أرميني حمل لقب أستاذ كبير.

## حياته
- بدأ لعب الشطرنج في سن الخامسة.
- تخرج من المعهد الأرميني الحكومي للثقافة الفيزيائية عام 2001.
- مات إثر إصابته بأزمة قلبية أثناء ممارسته الغطس.

## ألقاب
- حصل على لقب أستاذ كبير عام 1997.

## إنجازات
- فاز ببطولة أرمينيا للشطرنج عام 1999، 2007، 2008.
- فاز بدورة دبي للشطرنج عام 2001.

## تصنيف
- بلغ آخر تصنيف إيلو خاصته 2630 نقطة في عام 2008.
- احتل التصنيف رقم 92 عالمياً وفق قائمة تصنيفات الفيدي.

## روابط خارجية
- كارين أسريان على موقع مباريات الشطرنج (الإنجليزية)
- كارين أسريان على موقع 365Chess.com (الإنجليزية)
- كارين أسريان على موقع Chesstempo.com (الإنجليزية)
- كارين أسريان سجل أولمبياد الشطرنج على موقع OlimpBase.org (الإنجليزية)